# Eunice tahitana
Eunice tahitana är en ringmaskart som beskrevs av Johan Gustaf Hjalmar Kinberg 1865. Eunice tahitana ingår i släktet Eunice och familjen Eunicidae. Inga underarter finns listade i Catalogue of Life.